# Hemisus microscaphus
Hemisus microscaphus es una especie de anfibio anuro de la familia Hemisotidae.

## Distribución geográfica
Esta especie es endémica de Etiopía. Habita entre los 1400 y 2700 m de altitud en las regiones occidentales.

## Publicación original
- Laurent, 1972 : Tentative revision of the genus Hemisus Günther. Annales du Musée Royal de l’Afrique Centrale. Série in Octavo, Sciences Zoologique, vol. 194, p. 1–67.[5]